# Thomas Snow Beck
Thomas Snow Beck FRS FRCS (1814 - 6 janvier 1877) est un médecin et chirurgien britannique. 

## Biographie
Il obtient son diplôme de médecin à Londres. En 1845, il reçoit la Médaille royale de la Royal Society pour son article inédit intitulé On the nerfs of the uterus. L'article est publié plus tard, mais le prix est contesté par le chirurgien écossais résidant à Londres, Robert Lee, qui a publié un article antérieur sur le sujet et est parvenu à des conclusions différentes. Cette controverse conduit à la réforme du processus d'attribution de la Médaille royale et aurait contribué à la démission du président et du secrétaire de la Royal Society. Beck effectue également d'autres travaux sur les nerfs, notamment des travaux en 1846 sur la différenciation entre les rameaux blancs et gris. Il est élu membre de la Royal Society en 1851.